# Conurbación binacional Desaguadero

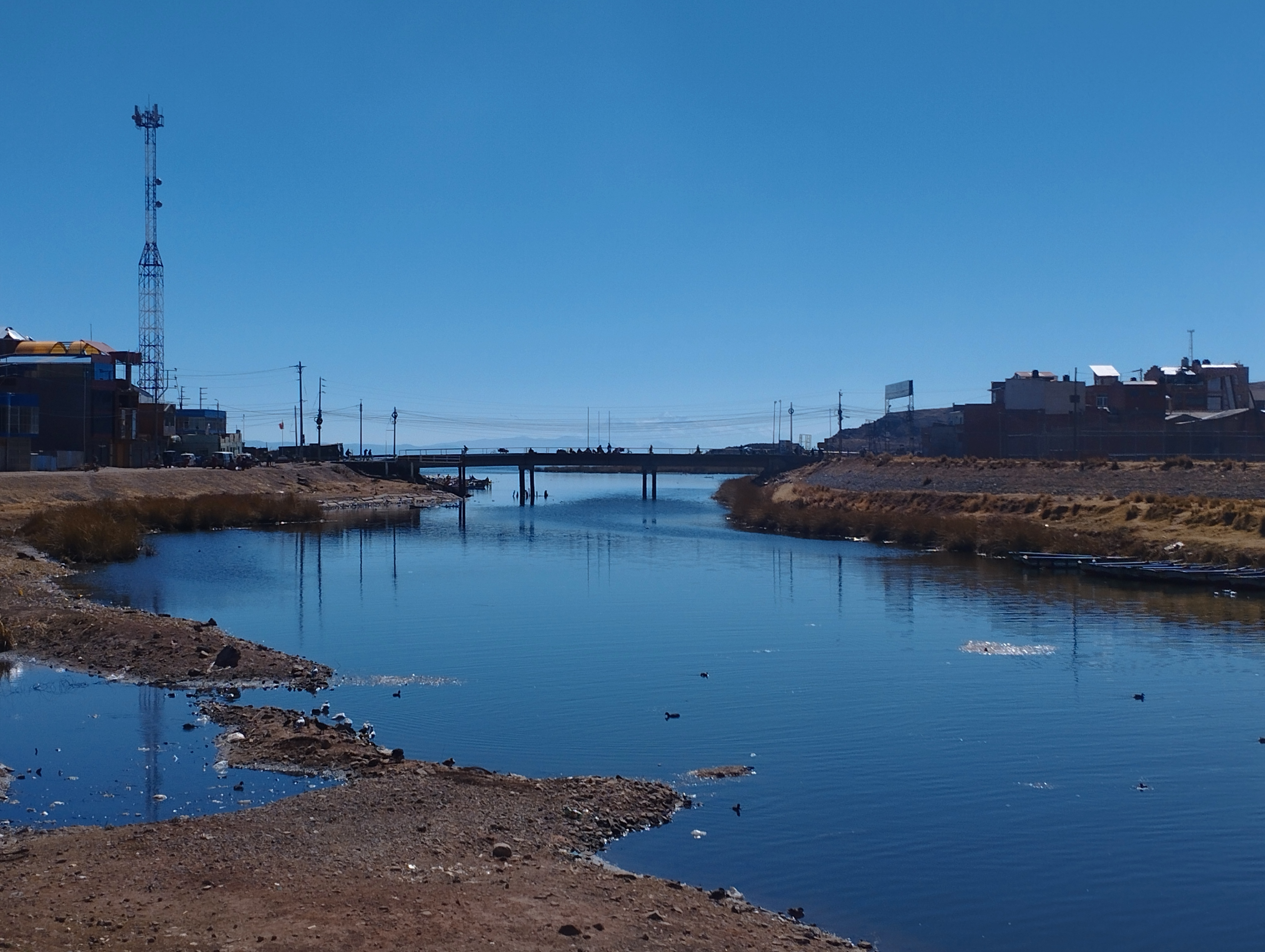
Desaguadero

La conurbación binacional Desaguadero es un conurbación ubicada en la frontera entre Bolivia y Perú, conformada por las ciudades limítrofes de Desaguadero (Perú) y Desaguadero (Bolivia). Se encuentra emplaza en la zona circunlacustre del Titicaca y es atravesada por el río Desaguadero. La principal actividad es el comercio. En el 2018 se inauguró el Centro Binacional de Atención en Frontera (CEBAF) de Desaguadero.